# デーヌカ

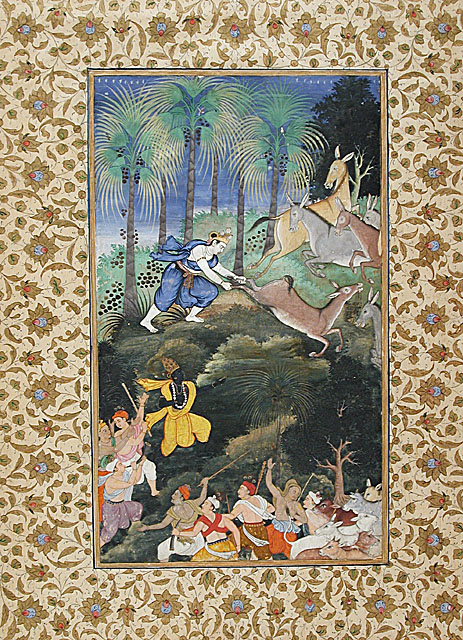
デーヌカと戦うバララーマ。1585年から1590年頃。

デーヌカ（梵: धेनुक, Dhenuka）は、インド神話に登場するラークシャサもしくはアスラである。『バーガヴァタ・プラーナ』によるとデーヌカはロバの姿をしており、バララーマによって退治されたと伝えられている。

## 神話
クリシュナとバララーマが少年時代を過ごしたゴークラの近くには、椰子の生い茂る大きな森があり、その場所はいつも多くの果実であふれていた。デーヌカはその果実を守り、さらにたくさんのロバがデーヌカを取り囲んで守っていた。デーヌカは人肉を食べたため、人々は怖がって近づかなかった。少年だったクリシュナとバララーマは友人のシュリーダーマーからデーヌカのことを聞き、果実を食べたがる友人のために森へと向かった。彼らが森にやって来て、木々の枝から果実を落していくと、デーヌカは激しく怒り、後足でバララーマを激しく蹴り上げた。しかしバララーマはそれをものともせず、片手で悪魔の足を掴んで振り回した。振り回されるうちに悪魔は息絶え、バララーマが椰子の木に投げつけると、椰子の木は大きく曲がりながら隣の木を揺らしていき、しまいにはその振れで森全体が揺れ動いた。デーヌカが殺されるのを見た他のロバたちは憤慨し、クリシュナとバララーマに突進したが、2人はいともたやすく返り討ちにした。

## ギャラリー

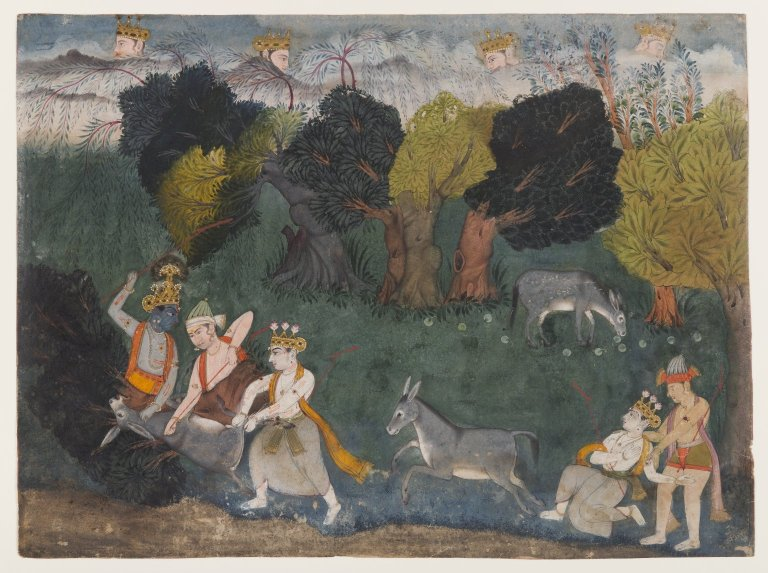
デーヌカを殺すバララーマ。1725年頃。ブルックリン美術館所蔵
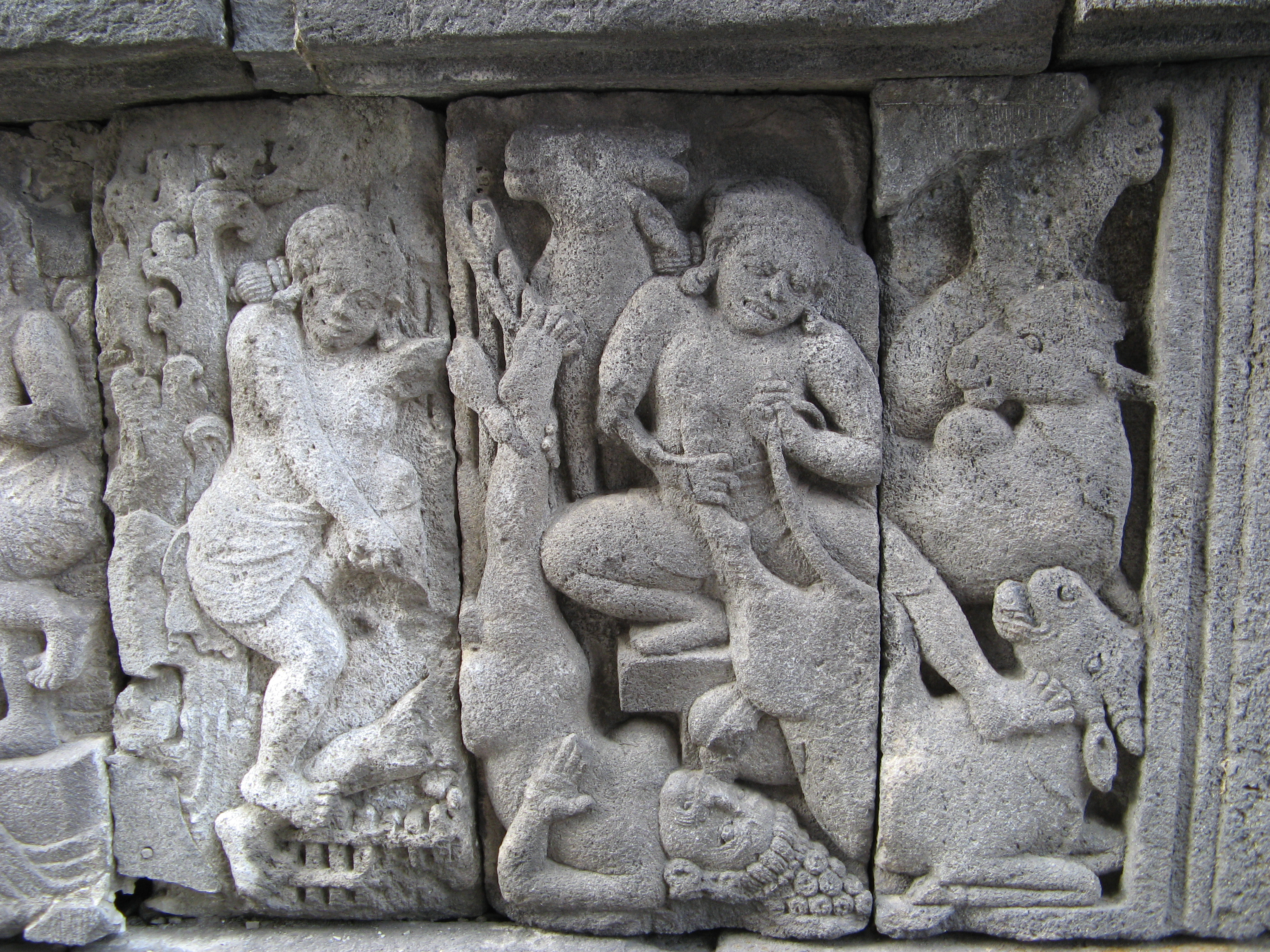
悪王カンサを殺すクリシュナと、デーヌカを殺すバララーマ。プランバナン寺院群のレリーフ彫刻。